# Yousef Mirza Bani Hammad
Yousef Mirza Bani Hammad (* 8. Oktober 1988 in Khor Fakkan) ist ein ehemaliger Radrennfahrer aus den Vereinigten Arabischen Emiraten.

## Sportliche Laufbahn
Yousef Mirza Bani Hammad wurde 2007 Etappendritter bei der Tour des Aéroports. Im nächsten Jahr belegte er den dritten Platz in der Gesamtwertung der UAE International Emirates Post Tour. Außerdem gewann er die Bronzemedaille bei der Arab Gulf Cycling Championship im Einzelzeitfahren und bei der nationalen Meisterschaft wurde er jeweils Dritter im Zeitfahren und im Straßenrennen. Seit 2009 fährt Bani Hammad für das katarische Doha Team. In der Saison 2009 gewann er mit der Nationalmannschaft das Teamzeitfahren bei der Arab Gulf Cycling Championship in Manama. 2011 gewann er das Straßenrennen der Männer bei den Arabischen Meisterschaften.
An den Bahnradsport-Weltmeisterschaften 2012 in Melbourne nahm Hammad als einziger Sportler seines Landes teil, startete im Punktefahren und wurde Letzter von 17 Teilnehmern. 2016 startete er im Straßenrennen der Olympischen Spiele in Rio de Janeiro, konnte den Wettbewerb aber nicht beenden. 2018 wurde er asiatischer Straßenmeister.
Bis 2018 wurde Mirza 15-mal nationaler Meister in Straßenrennen und Einzelzeitfahren und ist damit bisheriger Rekordhalter.

## Erfolge

### Straße
2010
- Nationaler Meister – Straßenrennen

2011
- Nationaler Meister – Einzelzeitfahren
- Arabischer Meister – Straßenrennen

2012
- Nationaler Meister – Einzelzeitfahren
- eine Etappe Banyuwangi Tour de Ijen

2013
- Nationaler Meister – Straßenrennen
- eine Etappe Sharjah International Cycling Tour
- Gesamtwertung und zwei Etappen Tour of Al Zubarah

2014
- Nationaler Meister – Einzelzeitfahren, Straßenrennen
- zwei Etappen Tour of Al Zubarah

2015
- Asienmeister – Straßenrennen

2016
- Nationaler Meister – Einzelzeitfahren, Straßenrennen
- eine Etappe Tour de Tunisie

2017
- Asienmeisterschaft – Straßenrennen
- Nationaler Meister – Einzelzeitfahren, Straßenrennen

2018
- Asienmeister – Straßenrennen
- Nationaler Meister – Einzelzeitfahren, Straßenrennen

2019
- Nationaler Meister – Einzelzeitfahren, Straßenrennen
- eine Etappe Ägypten-Rundfahrt

### Bahn
2018
- Asienmeisterschaft – Omnium

2019
- Asienmeisterschaft – Omnium